# Wolfgang Wegener (Künstler)
Wolfgang Wegener (* 25. Juni 1933 in Rostock; † 1. August 2002 in Potsdam) war ein deutscher Maler und Grafiker.

## Leben
Wolfgang Wegener besuchte die Schule in Teterow. Ab 1949 nahm er Mal- und Zeichenunterricht bei Friedrich Franz Pingel. Von 1951 bis 1953 absolvierte er eine Ausbildung als Fotolithograf in Leipzig. Von 1953 bis 1954 studierte er an der Hochschule für Grafik und Buchkunst Leipzig, von 1954 bis 1958 bei Rudolf Bergander an der Hochschule für Bildende Künste Dresden. Von 1958 bis 1971 arbeitete er freischaffend in Kleinmachnow, ab 1971 bis zu seinem Lebensende in Potsdam-Nedlitz. Entsprechend der kulturpolitischen Forderung an die Künstler, zur künstlerischen Arbeit „an die Basis“ zu gehen, arbeitete Wegener 1958/1959 in der LPG Paaren-Kremmen, von 1961 bis 1963 im Traktorenwerk Brandenburg an der Havel und 1964 im Bau- und Montagekombinat Potsdam.
Wegener war bis 1990 Mitglied des Verband Bildender Künstler der DDR und Vorsitzender des Bezirksverbands Potsdam. Er hatte in der DDR und im Ausland eine bedeutende Zahl von Einzelausstellungen und Ausstellungsbeteiligungen, u. a. 1962/1963, 1972/1973, 1977/1978 und 1987/1988 an den Deutschen Kunstausstellungen bzw. Kunstausstellungen der DDR in Dresden.
Hinrich Enderlein bezeichnete Wegener in seiner Laudatio anlässlich der großen Retrospektive im Alten Rathaus als „Klassiker der Moderne in Brandenburg“.
Wegener war mit Waltraud Wegener verheiratet. Die beiden wurden im Gemälde Geburtstagsrunde (1976) von Karl Raetsch als zwei der neun Protagonisten dargestellt.

## Werkbeispiele

### Tafelbilder
- Bootssteg, 1963, 30 × 36,5 cm, Öl auf Holz[3]
- Fähre in Caputh, 1964, 50 × 60 cm, Öl auf Leinwand[3]
- S-Bahnhof, 1964, 31 × 40 cm, Öl auf Leinwand[3]
- Vor dem Kino, 1964, 50 × 70 cm, Öl auf Leinwand[3]
- Ingenieur Bielig, 1968, 146 × 109 cm, Öl auf Leinwand[3]
- Graal-Müritz, 1969, 40 × 60 cm, Öl auf Leinwand[4]
- Kirche am Kalininprospekt (Moskau), 1970, 80 × 50 cm, Öl auf Leinwand[3]
- Schachspieler im Park (Moskau), 1970, 60 × 70 cm, Öl auf Leinwand[3]
- Wolgograder Landschaft, 1970, 70 × 100 cm, Öl auf Leinwand[3]

- Havellandschaft mit Eisanglern (1975, Öl, 100 × 130 cm; Auftrag für den Palast der Republik)[5]
- Kürbisernte, 1978, 66 × 81,5 cm, Öl auf Leinwand[4]

- Fahren im Regen, 1980, 110 × 120 cm, Öl auf Leinwand[6]
- Winter in Sotschi, 1981, 80 × 100 cm, Öl auf Leinwand[3]
- Am Sacrow-Garetzer Kanal, 1982, 100 × 120 cm, Öl auf Leinwand[3]
- Havelfähre (Ketzin), 1982, 99 × 116 cm, Öl auf Leinwand[3]
- Havellandschaft mit Eisanglern, 1982, 100 × 115 cm, Öl auf Leinwand[3]
- Verlassener Bootsliegeplatz, 1983, 57 × 76 cm, Öl auf Leinwand[3]
- Bad in Sotschi, 1985, 91 × 100 cm, Öl auf Leinwand[3]
- Eisgang auf dem Kanal, 1985, 101 × 111 cm, Öl auf Leinwand[3]
- Im Badehaus Piestany, 1985, 101 × 117 cm, Öl auf Leinwand[3]
- Spiegelbad in Piestany, 1985, 91 × 100 cm, Öl auf Leinwand[3]
- Weg in Staudengärtnerei oder Gärtnerei, 1986, 47 × 60 cm, Öl auf Leinwand[3]
- Am Schwielowsee, 1987, 80 × 100 cm, Öl auf Leinwand[3]
- Kirschbaum im Winter, 1987, 80 × 90 cm, Öl auf Leinwand[3]
- Staudengärtnerei Förster im Sommer, 1987, 50 × 60 cm, Öl auf Leinwand[3]
- Winterlicher Kanal, 1987, 80 × 90 cm, Öl auf Leinwand[3]
- Alte Kirschbäume, 1988, 80 × 100 cm, Öl auf Leinwand[3]
- Netzeflicker, 1988, 60 × 80 cm, Öl auf Leinwand[6]
- Staudengärtnerei Förster im Winter, 1988, 50 × 60 cm, Öl auf Leinwand[3]
- Der Weg nach draussen, 1993, 40 × 50 cm, Öl auf Leinwand[6]
- Abflug, 1994, 120 × 130 cm, Öl auf Leinwand[6]
- Strasse nach Strodehne, 1994, 80 × 90 cm, Öl auf Leinwand[6]
- Schwielowsee, 1994, 70 × 80 cm, Öl auf Leinwand[6]
- Inline Skaters (L.A.), 1995, 70 × 80 cm, Öl auf Leinwand[6]
- Mohnfeld, 1996, 60 × 70 cm, Öl auf Leinwand[6]
- Windflüchter (Hiddensee), 1997, 70 × 80 cm, Öl auf Leinwand[6]

### Baugebundene Kunst
- ohne Titel (Arbeitstitel Jugend und Freizeit), 4 × 7 m, im Foyer der alten Fachhochschule Potsdam am Alten Markt. Es wurde vor dem Abriss des Baus geborgen und 2018 in die Rosa-Luxemburg-Schule versetzt.[2]
- Luft, Wasser, Ströme, 3 × 9 m, Glasbaustein-Mosaik in der „Café-Bellevue-Bar“ im 16. Obergeschoss des Potsdamer Interhotels, heute „Mercure“. Das Werk wurde 2002 bei einer umfassenden Sanierung des Gebäudes abgebaut und bei einem Beelitzer Bauunternehmer eingelagert.[2]

## Auszeichnungen
- 1970: Theodor-Fontane-Preis des Rates des Bezirks Potsdam
- 1974: Kunstpreis des FDGB (Freien Deutschen Gewerkschaftsbundes)
- 1974: Kunstpreis der DSF (Gesellschaft für Deutsch-Sowjetische Freundschaft)
- 1975: Johannes-R.-Becher-Medaille in Silber
- 1983: Vaterländischer Verdienstorden in Bronze